# Hosur
Die südindische Stadt Hosur (Tamil ஓசூர்) liegt im Distrikt Krishnagiri im Bundesstaat Tamil Nadu mit ca. 120.000 Einwohnern. Sie ist vor allem als Industrieansiedlung bekannt. Gesprochen werden Tamil, Englisch, Telugu und Kannada.

## Geschichte
Hosur gehörte bis 1799 zum Königreich Mysore und wurde dann durch militärische Eroberung Teil von Britisch-Indien. 

## Verkehr
Straßenanbindungen bestehen über den National Highway AH43 (früher NH7) in Richtung Bangalore, Chennai, Kanyakumari, Palakkad und Salem. Hosur liegt an der Bahnlinie Bengaluru-Dharmapuri-Salem der South Western Railway. Flugverbindungen gibt es vom Hosur Aerodrome (1994) aus. Der nächste Flughafen mit internationalen Verbindungen ist der etwa 80 km entfernte Kempegowda International Airport (Bengaluru Int.).

## Sehenswürdigkeiten
- Hogenakkal Falls in Dharmapuri
- Rajaji Memorial (Geburtsort von C. Rajagopalachari)
- Sri Chandrachoodeshwara Temple
- Ecological Park & Walkers Lane am See Ramanaicken Lake
- Hosur Fort

## Bilder

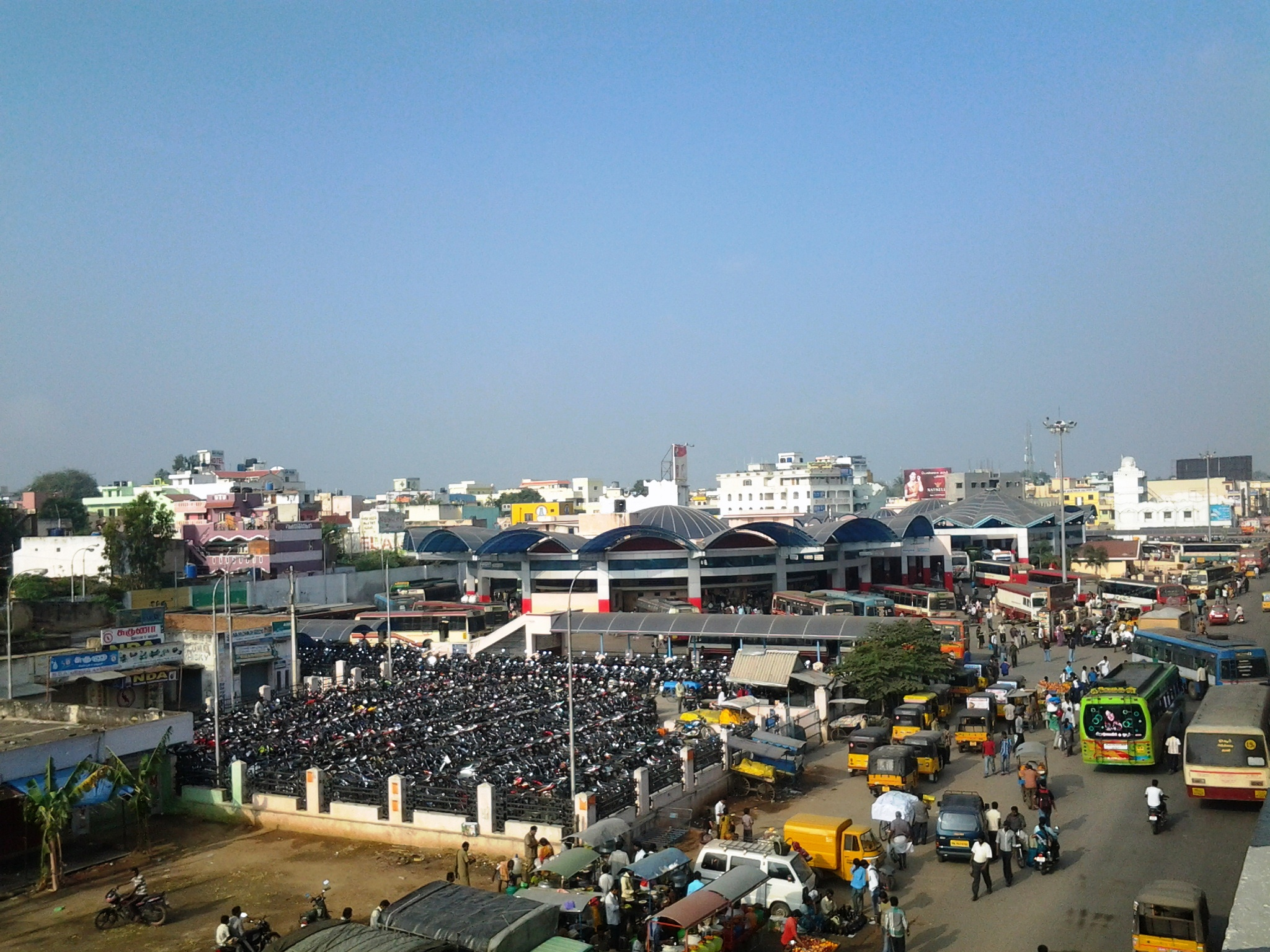
Neue Busstation
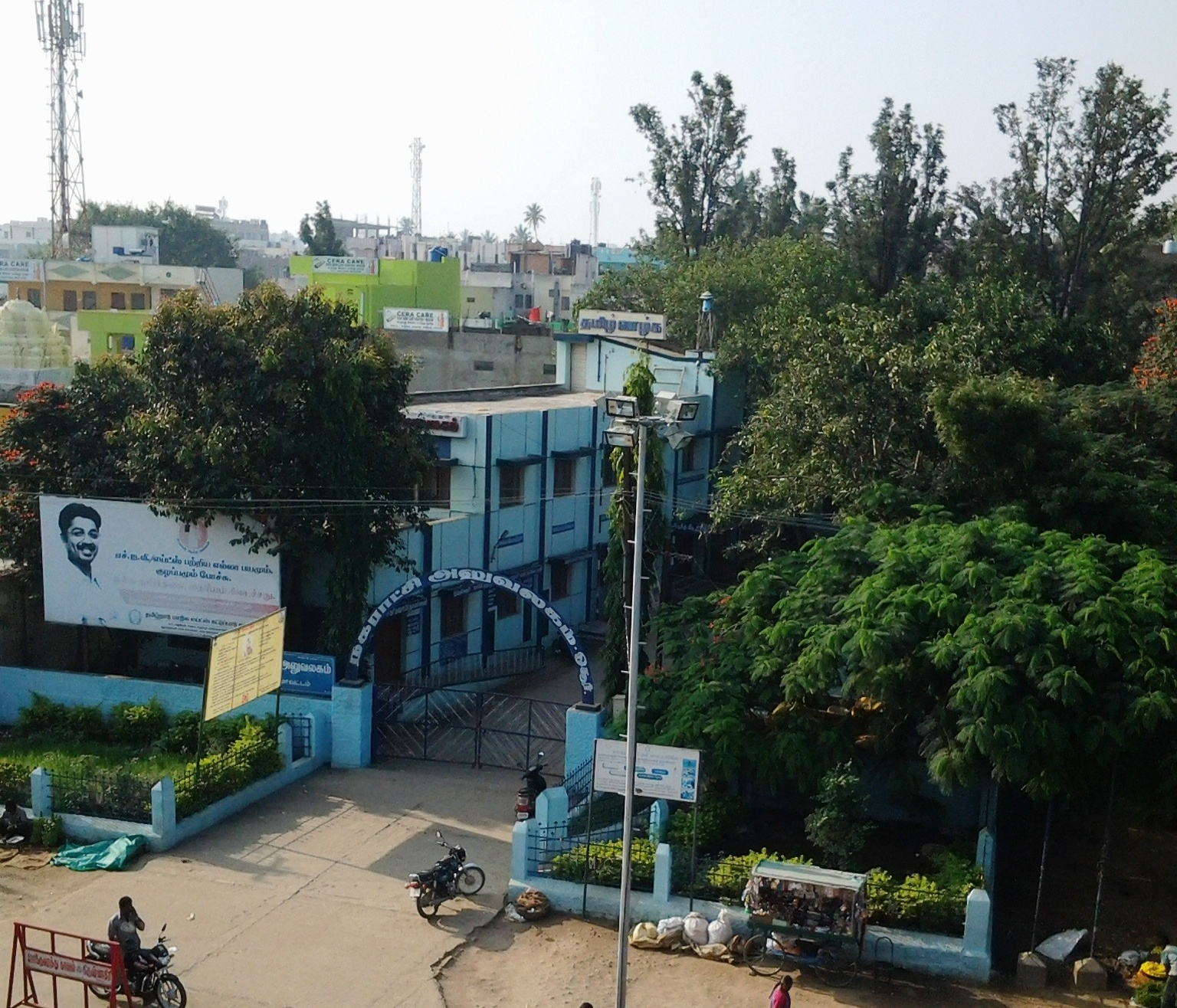
Stadtverwaltung
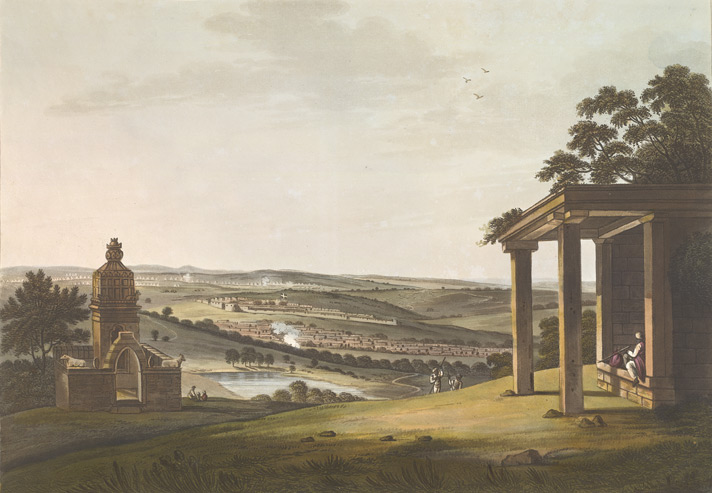
Blick auf Hosur vom Chandra Choodeswarar Temple aus
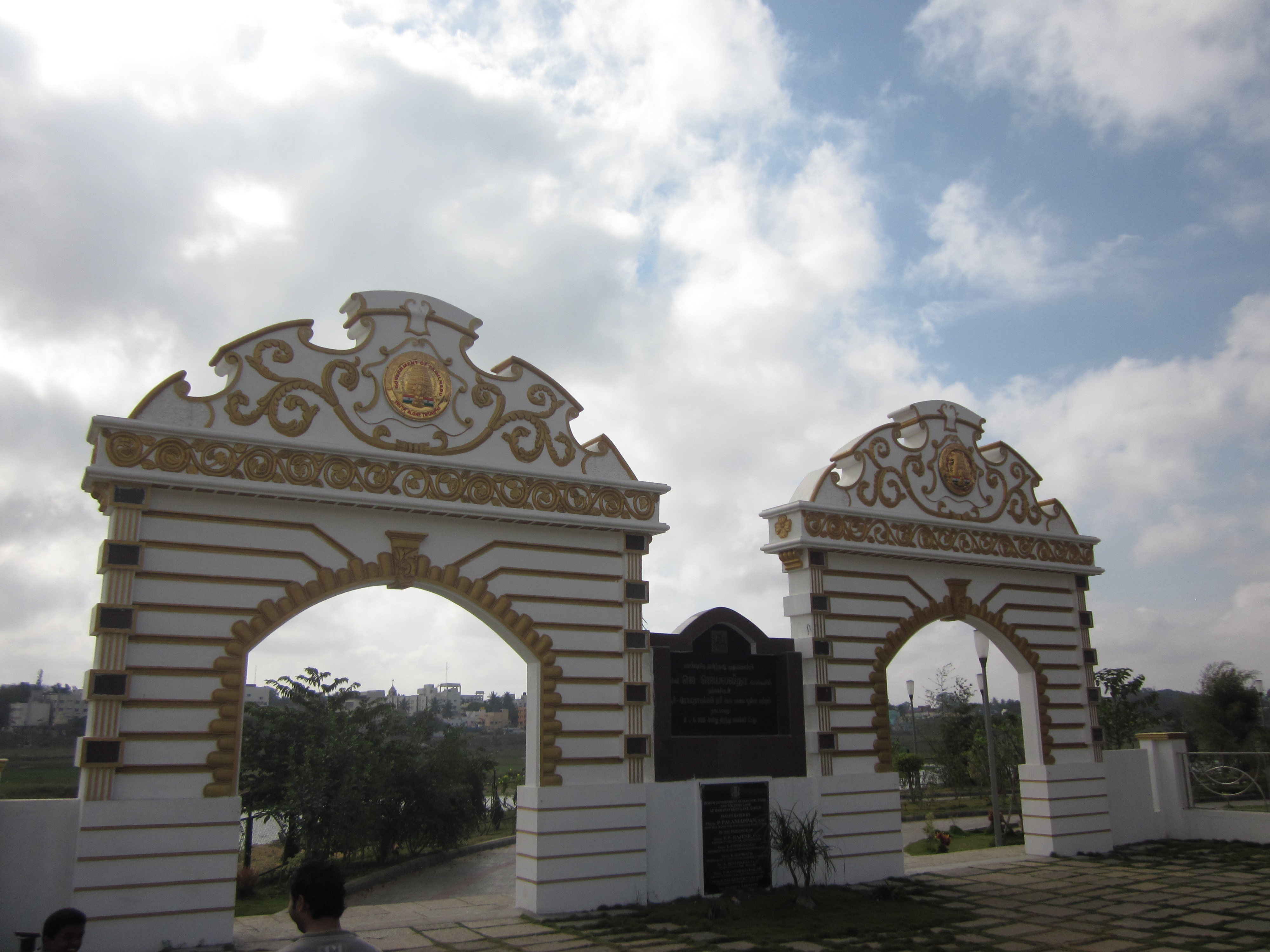
Park-Eingang am Ramanakayan Lake
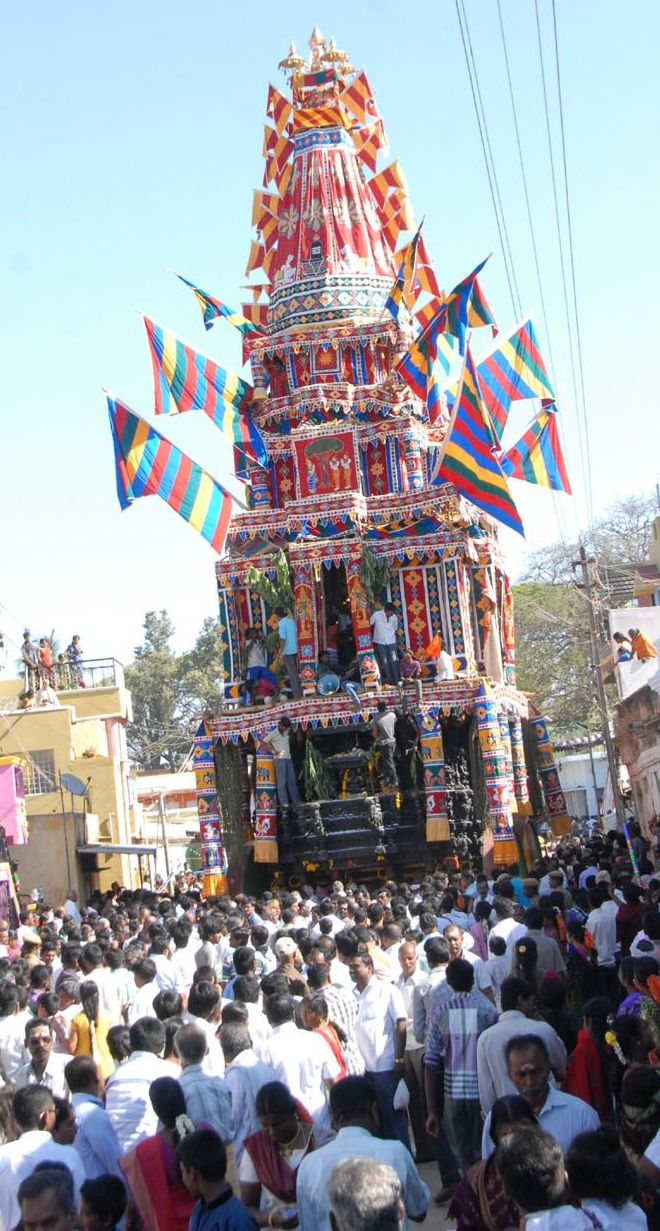
Ein Prozessionswagen

Historische Bilder des Militärmalers James Hunter (1755–1792; Royal Artillery):

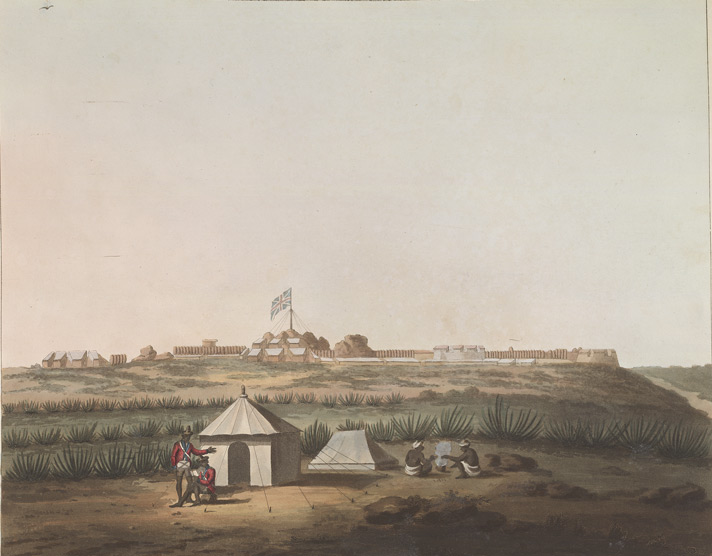
North West View of Osar by James Hunter (d.1792) (coloured in 1804)
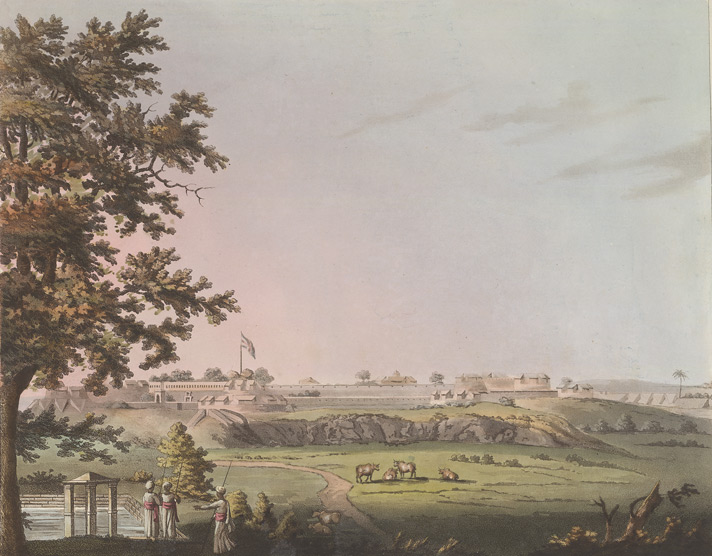
South East View of Osar by James Hunter (d.1792) (coloured in 1804)
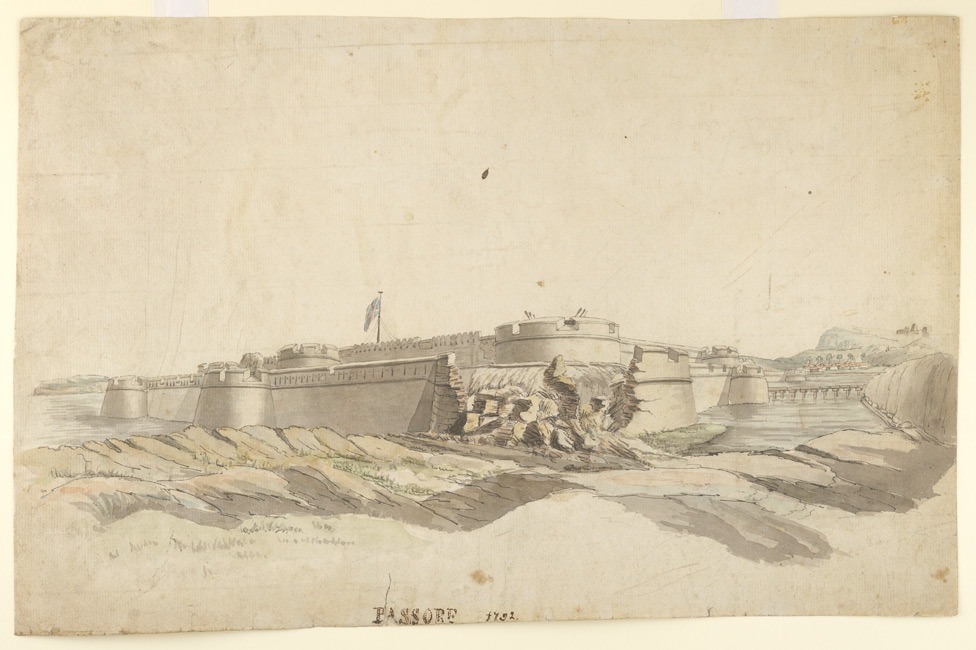
The fort of Hosur, 1792, from the south-west with breached wall and Union flag flying by James Hunter (d.1792)